# غوتفريد فاغنر
غوتفريد فاغنر (بالألمانية: Gottfried Wagner)‏ هو صحفي وملحن وكاتب ألماني، ولد في 13 أبريل 1947 في بايرويت في ألمانيا.

## وصلات خارجية
- غوتفريد فاغنر على موقع ميوزك برينز (الإنجليزية)